# Coupe du monde de cricket de 1987
Navigation
Coupe du monde 1983 Coupe du monde 1992
La Coupe du monde de cricket de 1987 fut la quatrième édition de la coupe du monde de cricket. Elle s'est jouée du 8 octobre au 8 novembre 1987 en Inde et au Pakistan. Les 8 équipes engagées disputèrent un total de 27 matchs. Le tournoi a été remporté pour la première fois par l'Australie, qui a battu l'Angleterre en finale.

## Équipes qualifiées
| Nations test - Angleterre - Australie - Inde - Indes occidentales - Nouvelle-Zélande - Pakistan - Sri Lanka | Autre équipe - Zimbabwe |

## Déroulement

### Premier tour
Pour le premier tour, les huit équipes participantes furent séparées en deux groupes de quatre équipes. Chaque équipe rencontre deux fois les autres équipes de son groupe. Les deux premières équipes de chaque poule sont qualifiées pour les demi-finales de la compétition.
| Équipe                                                                | Pts | J | V | T | D | NR | RR   |
| --------------------------------------------------------------------- | --- | - | - | - | - | -- | ---- |
| Inde                                                                  | 20  | 6 | 5 | 0 | 1 | 0  | 5.41 |
| Australie                                                             | 20  | 6 | 5 | 0 | 1 | 0  | 5.19 |
| Nouvelle-Zélande                                                      | 8   | 6 | 2 | 0 | 4 | 0  | 4.89 |
| Zimbabwe                                                              | 0   | 6 | 0 | 0 | 6 | 0  | 3.76 |
| Légende : Points - Victoires - Ties - Défaites - No Result - Run Rate |     |   |   |   |   |    |      |

| Équipe                                                                | Pts | J | V | T | D | NR | RR   |
| --------------------------------------------------------------------- | --- | - | - | - | - | -- | ---- |
| Pakistan                                                              | 18  | 6 | 5 | 0 | 1 | 0  | 5.01 |
| Angleterre                                                            | 16  | 6 | 4 | 0 | 2 | 0  | 5.14 |
| Indes occidentales                                                    | 16  | 6 | 3 | 0 | 3 | 0  | 5.16 |
| Sri Lanka                                                             | 14  | 6 | 0 | 0 | 6 | 0  | 4.04 |
| Légende : Points - Victoires - Ties - Défaites - No Result - Run Rate |     |   |   |   |   |    |      |

### Tableau final
|  | Demi-finales                                   | Demi-finales                                   |           |       | Finale                                 | Finale                                 |
|  | Demi-finales                                   | Demi-finales                                   |           |       | Finale                                 | Finale                                 |
|  |                                                |                                                |           |       |                                        |                                        |
|  | 4 novembre - Gaddafi Stadium, Lahore, Pakistan | 4 novembre - Gaddafi Stadium, Lahore, Pakistan |           |       | 23 mars - Eden Gardens, Calcutta, Inde | 23 mars - Eden Gardens, Calcutta, Inde |
|  | 4 novembre - Gaddafi Stadium, Lahore, Pakistan | 4 novembre - Gaddafi Stadium, Lahore, Pakistan |           |       | 23 mars - Eden Gardens, Calcutta, Inde | 23 mars - Eden Gardens, Calcutta, Inde |
|  | Australie                                      | 267/6                                          |           |       | 23 mars - Eden Gardens, Calcutta, Inde | 23 mars - Eden Gardens, Calcutta, Inde |
|  | Australie                                      | 267/6                                          |           |       | 23 mars - Eden Gardens, Calcutta, Inde | 23 mars - Eden Gardens, Calcutta, Inde |
|  | Pakistan                                       | 252                                            |           |       | 23 mars - Eden Gardens, Calcutta, Inde | 23 mars - Eden Gardens, Calcutta, Inde |
|  | Pakistan                                       | 252                                            | Australie | 253/5 |                                        |                                        |
|  | 20 mars - Wankhede Stadium, Bombay, Inde       |                                                | Australie | 253/5 |                                        |                                        |
|  |                                                | Angleterre                                     | 246/8     |       |                                        |                                        |
|  | Angleterre                                     | Angleterre                                     | 246/8     | 254/6 |                                        |                                        |
|  | Angleterre                                     |                                                |           | 254/6 |                                        |                                        |
|  | Inde                                           | 219                                            |           |       |                                        |                                        |
|  | Inde                                           | 219                                            |           |       |                                        |                                        |